# Эккехард из Ауры

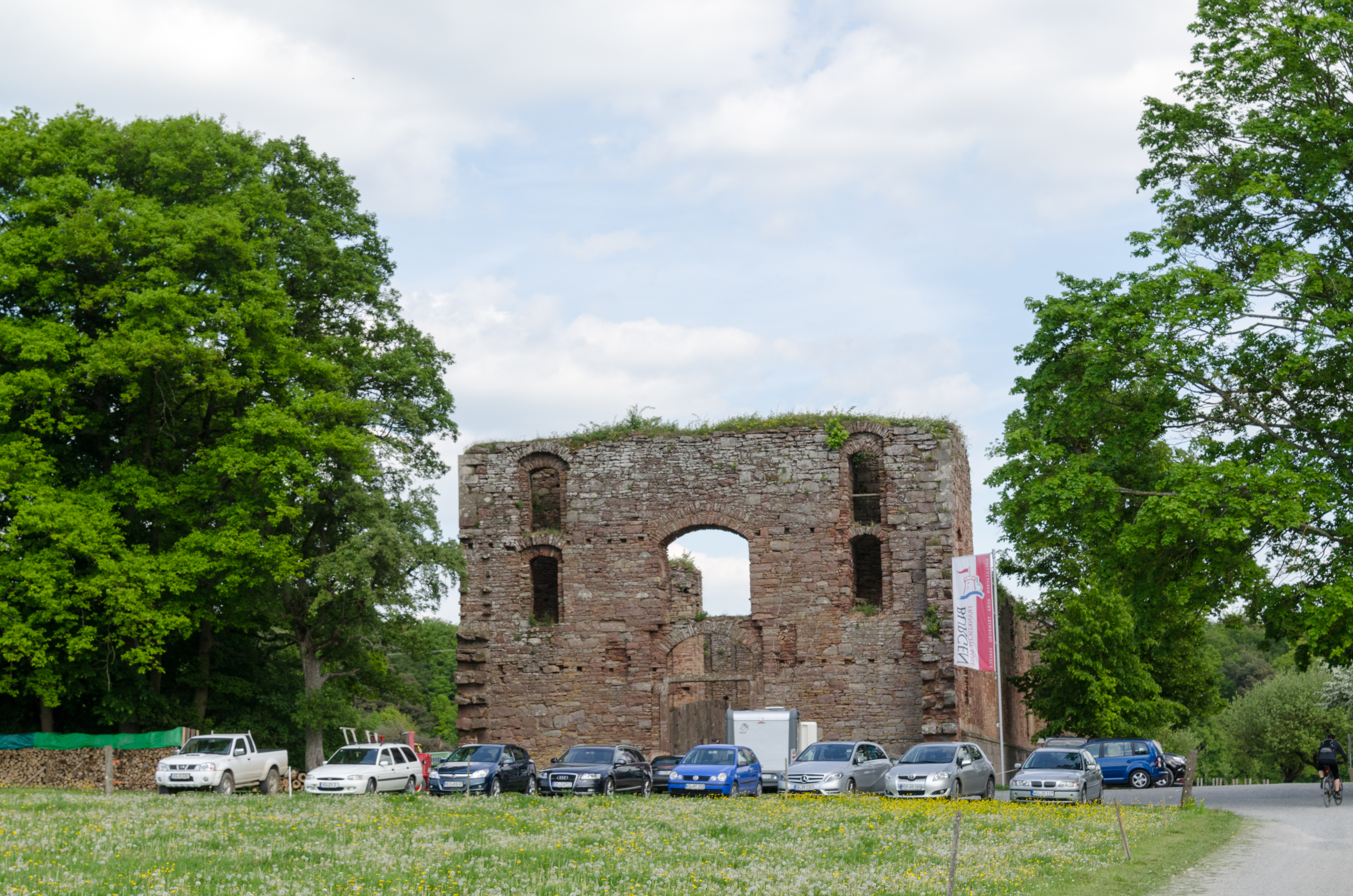
Руины кафедрального собора монастыря Св. Лаврентия в Ауре, XII в.

Эккехард из Ауры (лат. Ekkehardus Uraugiensis, нем. Ekkehard von Aura; около 1050 — 23 января или 20 февраля 1125) — средневековый хронист, немецкий монах-бенедиктинец, аббат монастыря Св. Лаврентия в Ауре, в Вюрцбургском диоцезе. Автор «Всеобщей хроники» и возможный автор «Вюрцбургской хроники», важных сочинений по истории Священной Римской империи и Первого крестового похода. Последовательный сторонник папства в его борьбе с германскими императорами.

## Биография
Выходец из Верхней Германии, он, возможно, происходил из старинной рыцарской семьи (нем. edelfrei), служившей знатному баварскому роду Арибонидов. В документах впервые упоминается под 1100 годом в качестве каноника и магистра в Вормсе. Утверждения историков XIX века о том, что он подвизался в бенедиктинском аббатстве Корвей, в настоящее время пересмотрены, хотя полностью не опровергнуты. Около 1101 года, по словам его биографа Иоганна Тритемия, собирался вступить в монастырь в Хиршау, но отказался от этого намерения, отправившись в Святую землю. В августе-сентябре 1101 года побывал в Палестине, а в 1102 году в Риме.
В 1102—1103 годах жил в аббатстве Св. Квиринуса на озере Тегернзее, а в 1103—1105 годах — в аббатстве Св. Михаила на горе Михельсберг в Бамберге, активно пользуясь местными библиотеками. В мае 1105 года присутствовал на соборе в Нордхаузене. В феврале 1106 года ездил в Италию с епископом Оттоном Бамбергским, в октябре 1106 года в составе делегации императора Генриха V участвовал в соборе в Гвасталле. В 1112 году стал первым настоятелем монастыря Святого Лаврентия в Ауре, основанного ещё в 1108-м епископом Оттоном, но освящённого лишь в 1113 году.
Пользовался расположением и поддержкой со стороны Генриха V, но под конец жизни изменил своё мнение о нём в худшую сторону, сделавшись убеждённым сторонником папства и монастырской реформы Хирзау. В 1117 году готовился совершить новое паломничество в Иерусалим, но отправился ли туда, неясно.
Умер в своей обители не позже 1129 года, возможно, 20 февраля 1125 года.

## Сочинения
Работу над своей «Всемирной хроникой» (лат. Chronicon Universale) Эккехард начал ещё до 1100 года, собирая документы и материалы, но закончил её, вероятно, незадолго до своей смерти. Исследователи выделяют три редакции хроники: первую, законченную около 1114 года, вторую, относящуюся к 1117 году и третью, завершённую в 1125 году.
Основным источником для неё послужило одноимённое сочинение Фрутольфа из Михельсберга, приора аббатства Святого Михаила в Бамберге, дополненное сообщениями за 1117—1125 годы. Вплоть до конца XIX столетия большинство исследователей безоговорочно приписывали Эккехарду все сообщения хроники до 1099 года, и лишь в 1986 году профессор истории Берлинского университета Гарри Бресслау сумел убедительно доказать в отношении них авторство Фрутольфа, использовав в качестве аргументов особенности применявшихся последним хронологических расчётов, а также заметные расхождения его с Эккехардом в политических взглядах.
Помимо Фрутольфа, Эккехард пользовался такими источниками, как «Церковная история» Евсевия Кесарийского в переводе и с продолжением Руфина Аквилейского, «Хроника» Иеронима Стридонского, «Сокращение хроник» Проспера Аквитанского, «История против язычников» Павла Орозия, «Гетика» Иордана, «Хроника Фредегара», «Церковная история англов» Беды Достопочтенного, «История лангобардов» Павла Диакона, «Лоршские анналы», «Описание Земли» Дикуила и «Всемирная хроника» Сигеберта из Жамблу. Анализ его сочинений выдаёт также знакомство с трудами Саллюстия, Вергилия, Тита Ливия, Иосифа Флавия, Плиния Старшего, Тертуллиана, Марциана Капеллы, Аврелия Августина, Боэция, Григория Великого и др.
Хроника Эккехарда является одним из главных источников по истории Германии в период 1080—1125 годов. Она подразделяется на пять книг: первая содержит историю древности от Сотворения мира до строительства города Рима (753 г. до н. э.); вторая доводит изложение до Рождества Христова; третья содержит сообщения до времён Карла Великого (800 г.); четвертая — до императора Генриха V (1111—1125); пятая подробно рассказывает о правлении последнего.
Для сочинения Эккехарда характерен широкий охват исторического материала, помимо чисто германских дел, оно касается событий в других европейских странах, причём освещение многих из них содержит элементы критики. Наибольшую ценность для историков представляют её сведения о переселении германских народов в «тёмные века», возникновении в X веке Священной Римской империи, Первом крестовом походе (1096—1099) и борьбе за инвеституру между императорами и папами в начале XII века, завершившуюся в 1122 году заключением Вормсского конкордата. Невзирая на апологетический тон в описании крестовых походов как «божественных» по своим истокам, а самих крестоносцев как «истинных учеников Христа», которые «победили царства мира», Эккехард подробно излагает не только идеологические, но и социально-политические причины движения на Восток, представляя широкую картину развертывания его в германских землях.
«Всемирная хроника» Эккехарда пользовалась авторитетом у средневековых историописателей, причём не только немецких, но и скандинавских. В частности, ею, помимо Оттона Фрейзингенского и Бурхарда Урсбергского, активно пользовались в качестве источника и обильно цитировали ранние исландские анналисты XIII—XIV веков.
Эккехарду приписывается также краткая «Вюрцбургская хроника» (лат. Chronicon Wirziburgense), охватывающая события мировой истории со времён Октавиана Августа до прихода к власти императора Генриха IV и смерти герцога Швабии Оттона III Белого (1157). Перу его также, возможно, принадлежат житие вюрцбургского епископа VIII века Бурхарда (лат. Vita Burchardi) и морально-дидактическое сочинение в 5-ти книгах «Светоч монахов» (лат. Laterna monachorum). Авторство же его в отношении «Анонимной хроники, посвящённой императору Генриху V» (лат. Anonymi Chronica imperatorum Heinrico V dedicate) оспаривается.
Известно свыше 10 рукописей «Всемирной хроники» Эккехарда, относящихся к XII—XIII векам, старейшие из которых хранятся в Саксонской земельной библиотеке в Дрездене, Вюртембергской земельной библиотеке в Штутгарте, Университетской и земельной библиотеке Тюрингии в Йене, Готской научной библиотеке в замке Фриденштайн и др. собраниях. «Вюрцбургская хроника» известна в двух манускриптах XII века, находящихся ныне в собраниях библиотеки Тюрингии в Йене и Земельной библиотеки Карлсруэ.
Комментированное научное издание хроники Эккехарда из Ауры было подготовлено в 1844 году в Ганновере историком Георгом Вайцем для VI тома «Monumenta Germaniae Historica». В 1879 году в Лейпциге вышел немецкий перевод Вильгельма Пфлюгера, переизданный там же в 1893 году. Наиболее авторитетной критической публикацией считается выпущенная в 1972 году в Дармштадте под редакцией историка-медиевиста Франца-Йозефа Шмале, в которой сочинения Эккехарда изданы вместе с хроникой Фрутольфа и «Императорской хроникой».

## Издания
- Chronicon wirziburgense auctore, ut videtur Eccehardo // Monumenta Germaniae Historica. — Tomus VI. — Hannover, 1844. — S. 17–32. — (Scriptores in Folio).
- Ekkehardi Uraugensis Chronicon universale, hrsg. von Georg Waitz // Monumenta Germaniae Historica. — Tomus VI. — Hannover, 1844. — S. 33–231. — (Scriptores in Folio).
- Die Chronik des Ekkehard von Aura. Nach der Ausgabe der Monumenta Germaniae übersetzt von W. Pflüger. — Leipzig, 1879. — xvi, 120 s.

## Переводы на русский язык
- Вюрцбургская хроника в переводе И. В. Дьяконова на сайте Восточная литература
- Всеобщая хроника, Ч. 1-16 в переводе И. В. Дьяконова на сайте Восточная литература
- Эккехард из Ауры. Всеобщая хроника / Пер. с лат. И. В. Дьяконова. Под ред. И. А. Настенко. — М.: Русская панорама, 2018. — 640 с. — (MEDIÆVALIA: средневековые памятники и источники). — ISBN 978-5-93165-372-3.